# Греки в Ефіопії
Грецька діаспора в Ефіопії налічує близько 5 000 осіб. В основному представники діаспори проживають в столиці Аддіс-Абебі та місті Дірі-Дауа.

## Історія
Саме слово Ефіопія грецького походження й означає «обпечене обличчя» . Цей факт засвідчений ще в гомерівському епосі та ставився скоріше не до конкретної нації, а до всього населення Африки південніше Сахари.
Основну частину греків в Ефіопії в XVIII столітті становили ремісники та торговці, які зіграли значну роль в торгівлі та розвитку зовнішніх зв'язків між тодішньою Абіссінією й Європою.
Розквіт грецької діаспори припав на початок XX століття з організацією Олександрійським Патріархатом Святої митрополії в Аксумі в 1908 і створенням грецьких організацій в Аддіс-Абебі (1918) і в Дірі-Дауа (1921).

## Теперішній час
У повоєнний час чисельність діаспори зросла до 8 000 осіб. Однак діаспора сильно постраждала після повалення Хайле Селассіє в 1974, коли Дерг був налаштований вороже до більшості національних меншин. Сьогодні в Аддіс-Абебі діє грецька школа, а також Грецька православна церква. У школі в даний час навчається 420 учнів, багато з яких отримали стипендії для продовження навчання в Греції.

## Див. Також
- Грецька діаспора
- Греки в Росії
- Греки в Єгипті
- Греки в Вірменії
- Греки в Угорщині
- Греки-кіпріоти
- Греки в Османській імперії
- Рада греків зарубіжжя